# Métropole de Lambi, Syvritos et Sfakia
 (mars 2013).
Si vous disposez d'ouvrages ou d'articles de référence ou si vous connaissez des sites web de qualité traitant du thème abordé ici, merci de compléter l'article en donnant les références utiles à sa vérifiabilité et en les liant à la section « Notes et références ».
La métropole de Lambi, Syvritos et Sfakia est un évêché de l'Église de Crète, une juridiction semi-autonome qui dépend du patriarcat œcuménique de Constantinople. Elle étend son ressort sur la moitié sud du nome de Réthymnon et sur une portion sud-est de celui de La Canée. Elle est l'un des neuf évêchés de Crète. Elle a son siège à Spili.

## La cathédrale
- C'est l'église de l'apôtre Paul à Spili.
- La résidence du métropolite est au monastère des saints Raphaël, Nicolas et Irène, dans la périphérie de Spili.

## Les métropolites
- Isidore (d'après saint Isidore de Péluse, 26 novembre)
- Irénée depuis 1990.

## Histoire
- L'acropole de Syvritos, au-dessus du village de Thronos comporte des vestiges paléochrétiens et le siège épiscopal est attesté dès le VIe siècle.
- La cathédrale Saint-Paul a été bâtie à partir de 1959, elle fut consacrée le jour des Rameaux 1961.
- La métropole de Lambi et Sfakia a ajouté très récemment le nom de Syvritos à sa dénomination officielle.

## Le territoire
Il comporte six doyennés issus de trois anciennes éparchies.

### Premier doyenné: le centre de l'éparchie de Saint-Basile
- Spili
- Agía Pelagía
- Koxare
- Lambini : la localité à qui, probablement, la métropole doit son nom.

### Second doyenné: l'Est de l'éparchie de Saint-Basile
- Krya Vryssi
- Agía Galíni
- Mélambès

### Troisième doyenné: l'Ouest de l'éparchie de Saint-Basile
- Sellia (Grèce)
- Agios Vassilios (Saint-Basile) : la localité à qui l'éparchie devait son nom.
- Assomatos
- Rodakinon

### Quatrième doyenné: l'éparchie de Sfakia (La Chanée)
- Chora Sfakion
- Agía Rouméli
- Askyfou
- Ímbros

### Cinquième doyenné: le Sud-Est de l'éparchie d'Amarion
- Fourfouras
- Platania
- Platanos

### Sixième doyenné: le Nord-Ouest de l'éparchie d'Amarion
- Neys Amari
- Ágii Apóstoli
- Thronos : au-dessus du village, subsistent les ruines de l'antique Syvritos
- Monastiraki
- Patsos

## Monastère
- Monastère masculin Saint-Jean le Théologien de Prévélis, fondé en 1550.
- Monastère masculin des Assomati d'Amari, fondé en 1642.

## Solennités locales
- La fête du saint apôtre Paul à Spili le 29 juin.
- La fête de saint Charalambos à Spili le 10 février.
- La fête des quatre néomartyrs de Mélambès en 1821, les saints Angèle, Manuel, Georges et Nicolas, à Mélambès le 28 octobre.
- La fête des saints Manuel et Jean néomartyrs à Askifou (de Sfakia) le dimanche après la Dormition.